# Jean Ier Albert Jagellon
Pour les articles homonymes, voir Jean Ier.
 (avril 2012).
Si vous disposez d'ouvrages ou d'articles de référence ou si vous connaissez des sites web de qualité traitant du thème abordé ici, merci de compléter l'article en donnant les références utiles à sa vérifiabilité et en les liant à la section « Notes et références ».
Jean Ier Albert Jagellon (en polonais : Jan I Olbracht  audio) (né le 27 décembre 1459 à Cracovie, mort le 17 juin 1501 ) est duc de Głogów de 1491 à 1498 et roi de Pologne de 1492 à 1501.

## Biographie
Jean est le troisième fils de Casimir IV de Pologne et d'Élisabeth de Habsbourg. En tant que prince, il se distingue par sa brillante victoire sur les Tatars à Kopersztyn en 1487. En 1490, la diète de Rákos l'élit roi de Hongrie, mais il est défait par son frère aîné, Vladislas, déjà roi de Bohême
À la mort du roi Casimir IV le 7 juin 1492, Jean Albert devient roi de Pologne, tandis qu'Alexandre, son frère cadet, devient Grand-duc de Lituanie. Vladislas conserve la Bohême et la Hongrie.
Le manque de revenus dû à la scission de la Lituanie met Jean Ier Albert à la merci des sejmiks, les diètes locales, où la petite noblesse, la szlachta, fait dépendre ses subsides du respect de ses volontés par le Roi.
Il trouve dans son frère Vladislas un contre-poids utile aux machinations de l'empereur Maximilien Ier qui, en 1492, a conclu une alliance contre la Pologne avec Ivan III, grand prince de Vladimir et de Moscou.
Par ailleurs, Jean souhaite se poser en champion du christianisme contre les Ottomans. Les circonstances lui sont favorables. La Moldavie lui demande en effet son aide et Jean Ier Albert, suzerain de Moldavie, est bien placé pour lancer une attaque contre l'Empire ottoman. Lors de la conférence de Levoča, en 1494, les trois souverains Jagellon de Pologne de Lituanie et de Hongrie se rencontrent. Jean Ier Albert y expose le plan d'attaque qu'il a conçu avec Vladislas de Hongrie et le Prince-Électeur de Brandebourg, Jean Ier Cicéron, en coopération avec Étienne III le Grand, hospodar de Moldavie.
En 1496, lors la diète de Piotrkow, la noblesse obtient la confirmation de tous ses privilèges, notamment fiscaux. Le droit des paysans de quitter leurs villages est limité. La prépondérance politique et sociale de la noblesse dans l'État est confirmée, seule la noblesse ayant désormais accès aux hautes charges ecclésiastiques. La même année, Jean Ier Albert rassemble difficilement les 80 000 hommes dont il a besoin pour sa croisade contre les Turcs.
Toutefois, l'expédition moldave de Jean Albert contre les Turcs se solde par un échec avant même l'affrontement avec l'ennemi. Les troupes polonaises envahissent la Moldavie, mais doivent lever le siège à Suceava et sont ensuite battus par les Moldaves à la bataille de la forêt de Cosmin. Ce dernier doit alors signer un traité avec la Moldavie en juillet 1499.
En 1499, le Traité signé entre la Pologne et la Lituanie, dite union de Vilnius, confirme la politique d'union des deux pays. Lorsque Jean Ier Albert meurt le 17 juin 1501, sans enfants, son frère Alexandre, Grand-duc de Lituanie, est élu roi de Pologne.